# Эксгумация

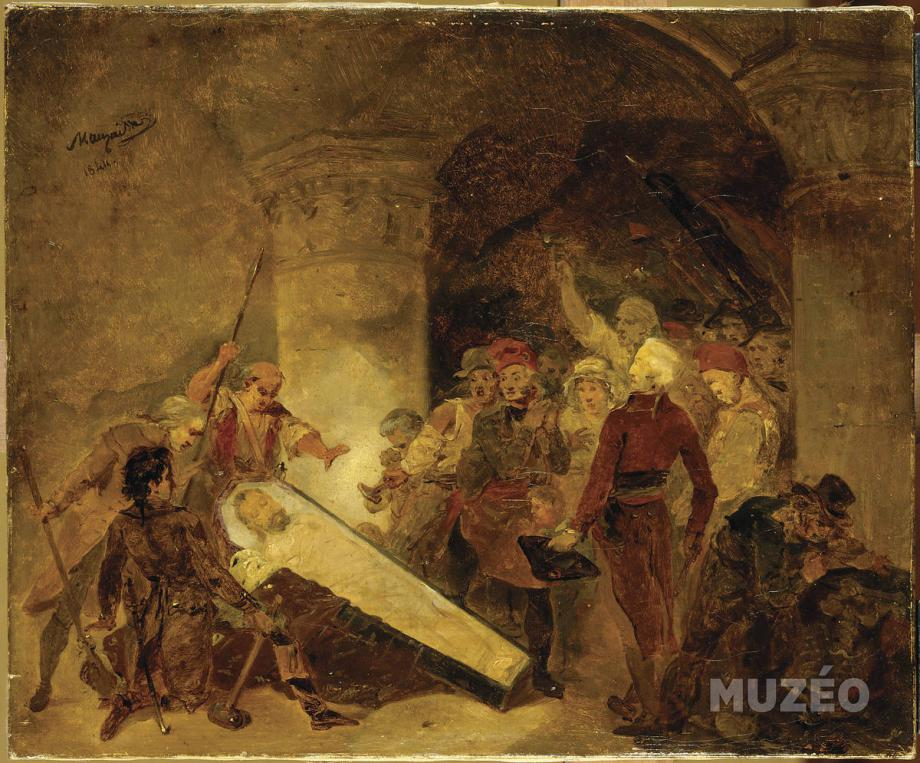
Эксгумация тела Генриха IV в аббатстве Сен-Дени в 1793 году. Худ. Жан-Батист Мозес

Эксгума́ция (позднелат. ex — из, лат. humus — земля, почва) — извлечение останков тела из могилы.
Проводится для осмотра и исследования причины смерти (в том числе и повторных), установления личности покойника, открытия новых фактов и улик по уголовному делу, реже — для его перезахоронения.

## История

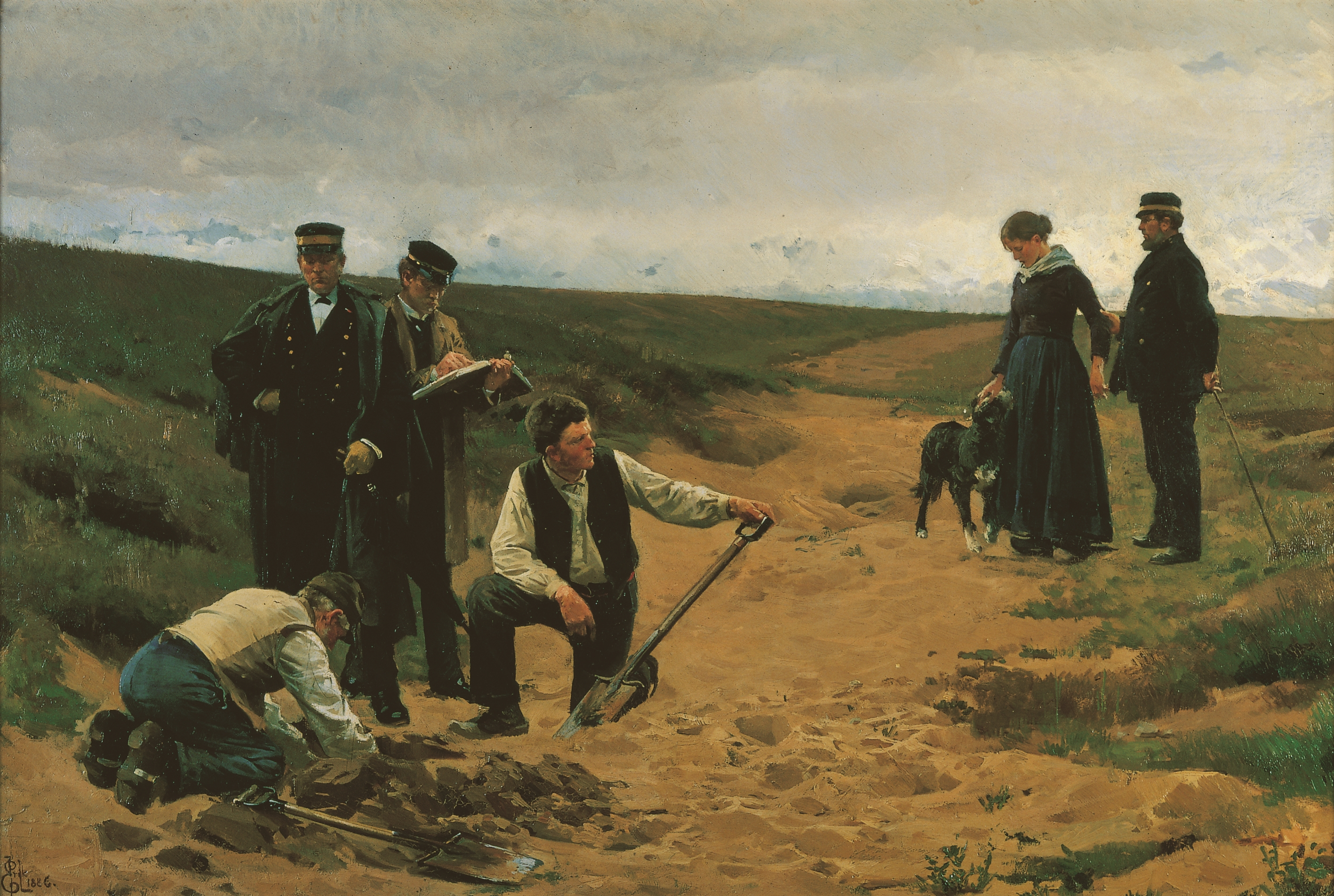
В высшей степени правильно, в высшей степени неправильно. Убийство ребёнка. Э. Хеннингсен, 1886 г.

В древности эксгумации с целью изучения тела или иных причин почти не проводились, это считалось осквернением тела и могилы, а также мародёрством и надругательством над трупом покойника и его духом. Более того, многие люди того времени верили, что если покойника потревожить (раскопать), то могут быть большие неприятности, вплоть до того, что покойник может ожить. Только грабители могил иногда раскапывали могилы с целью лёгкой наживы. Лишь в XIX веке началось активное изучение трупов, для чего, зачастую, труп извлекался из могилы, несмотря на строжайшие запреты. Активная же эксгумация тел с целью изучения причин смерти и установления личности началась с середины XX века.

## Виды эксгумаций
Существует три вида эксгумаций:
- Законная эксгумация — с разрешения соответствующих органов о вскрытии могилы;
- Случайная эксгумация — при раскопках или постройках;
- Преступная эксгумация — с целью мародёрства и надругательства над телом, либо связанная с шантажом или предложением о выкупе тела.

## Процедура эксгумации
После того, как все нужные инстанции подтвердят разрешение об эксгумации, на место захоронения отправляются судмедэксперты, а также медики. После прибытия всех групп проводится вскрытие места захоронения. В целях сохранения целостности места захоронения и установления всех обстоятельств смерти производство эксгумации осуществляется при соблюдении мер предосторожности и аккуратности. После этого тело предъявляется родственникам для опознания. Опознание тела — это обязательная процедура, без неё невозможно обойтись. Делается это для того, чтобы родственники могли подтвердить, что это действительно тело их родственника. Всё действие проводимой эксгумации должно сниматься на видео- и фотокамеры, так как доказательства правильно проведённой эксгумации потом передаются в нужные органы для точной проверки. Также процедура записывается в протокол.
После проведения эксгумации тело либо транспортируется на повторную судмедэкспертизу, либо на другое место захоронения. После проведения судебно-медицинской экспертизы (первой или повторной) тело отправляется на дальнейшее перезахоронение.